# Trigonisca roubiki
Trigonisca roubiki là một loài Hymenoptera trong họ Apidae. Loài này được Albuquerque & Camargo mô tả khoa học năm 2007.